# Azzio
Azzio é uma comuna italiana da região da Lombardia, província de Varese, com cerca de 701 habitantes. Estende-se por uma área de 2 km², tendo uma densidade populacional de 351 hab/km². Faz fronteira com Brenta, Casalzuigno, Cocquio-Trevisago, Cuvio, Gemonio, Orino.

## Demografia
| Variação demográfica do município entre 1861 e 2011                               |
|                                                                                   |
| Fonte: Istituto Nazionale di Statistica (ISTAT) - Elaboração gráfica da Wikipedia |